# Лекнес
Лекнес (норв. Leknes) је насељено место у Норвешкој у округу Nordland. Има статус града од 2002.